# Wartholm
Wartholm var en borg i Nyland, som omtalas bland annat i ett avtal från 1395 mellan Knut Bosson och Jakob Abrahamsson, där den senare till Bo Jonsson Grips arvingar överlåter alla borgar och fögderier som han har förfogat över, främst Åbo slott och Kastelholm samt bl.a. Wartholm.
Under unionsstriderna i slutet av 1300-talet var det en stödjepunkt för Albrekt av Mecklenburgs anhängare. Sedan dessa besegrats av drottning Margareta och Erik av Pommern gav de senare 1396 order om att de borgar som uppförts under Mecklenburgs tid skulle rivas, vilket uppenbarligen även drabbade Wartholm. Exakt var borgen låg framkommer inte av de ytterst knappa källorna. Platser som har utpekats är:
- Junkarsborg i Karis (Juhani Rinne 1907)
- Högholmen i Hitis (Johan Nikula 1987)
- Borgbacken i Borgå (Carl Jacob Gardberg 1996)
- Husholmen i Borgå eller Sibbesborg i Sibbo (Christian Lovén (arkeolog) 1996)